# Nikolai Rehnen
Nikolai Rehnen (* 4. Februar 1997 in Köln) ist ein deutscher Fußballspieler. Der Torwart steht beim SV Sandhausen unter Vertrag und spielte dreimal für die U20 Deutschlands.

## Werdegang

### Im Verein
Der Torwart Nikolai Rehnen begann seine Karriere bei der Spvg Steinhagen und wechselte im Alter von zehn Jahren in die Jugendabteilung von Arminia Bielefeld. Er stieg im Jahre 2012 mit der B-Jugend in die Bundesliga auf und absolvierte in der Saison 2013/14 20 Spiele in der Liga. Danach rückte er in die A-Jugend auf, mit der er in der Saison 2014/15 aus der Bundesliga abstieg. Anschließend rückte Rehnen in die zweite Männermannschaft der Arminia auf. Dort wurde er zwischen 2015 und 2017 41-mal in der fünftklassigen Oberliga Westfalen eingesetzt. 
In der Saison 2017/18 rückte Rehnen in den Kader der in der 2. Bundesliga spielenden Profimannschaft auf. Als Nummer zwei hinter Stefan Ortega Moreno blieb Rehnen allerdings ohne Einsatz. Im Februar 2018 verlängerte er seinen Vertrag bis 2021. Um Spielpraxis zu erhalten, wurde Rehnen im Sommer 2018 für zwei Jahre an den Drittligisten Fortuna Köln ausgeliehen. Am 28. Juli 2018 gab er sein Profidebüt bei der 1:4-Niederlage der Kölner gegen Preußen Münster und wurde in der Folge zum Stammtorhüter. Im Frühjahr 2019 stieg Rehnen mit den Fortunen aus der 3. Liga ab und kehrte darum verfrüht nach Bielefeld zurück. Ohne weitere Tätigkeiten für die Ostwestfalen wurde der Keeper im Sommer 2019 gemeinsam mit seinem Bielefelder Mannschaftskollegen Can Özkan an den Regionalligisten Alemannia Aachen ausgeliehen. Als Vertreter von Ricco Cymer spielte Rehnen lediglich einmal im Mittelrheinpokal und verpasste aufgrund einer Meniskusverletzung einen Großteil der Saison.
Nachdem sein Vertrag im Sommer 2021 ausgelaufen war, wechselte Rehnen zum Zweitligisten SV Sandhausen. Dort wurde er zunächst Ersatztorhüter hinter Patrick Drewes und kam in den folgenden beiden Spielzeiten in Vertretung für diesen auf fünf Zweitliga-Einsätze. Nach dem Abstieg der Mannschaft in die dritte Liga und dem Abgang Drewes im Sommer 2023 wurde Rehnen in der Drittliga-Saison 2023/24 neuer Stammtorhüter der Kurpfälzer und kam auf 34 Einsätze. In der anschließenden Spielzeit bestritt er im August 2024 noch die ersten drei Ligaspiele mit der Mannschaft, ehe er längerfristig verletzt ausfiel.

### In der Nationalmannschaft
Zwischen 2016 und 2017 lief Nikolai Rehnen dreimal für die deutsche U20-Nationalmannschaft auf.